# Cydrela nasuta
Cydrela nasuta là một loài nhện trong họ Zodariidae.
Loài này thuộc chi Cydrela. Cydrela nasuta được Roger de Lessert miêu tả năm 1936.